# توماس لي (سياسي)
توماس لي هو سياسي كندي، ولد في 8 أبريل 1783 في مدينة كيبك في كندا، وتوفي بنفس المكان في 20 أغسطس 1832. انتخب Member of the  Legislative Assembly of Lower Canada ‏.